# Sverre Walter Rostoft

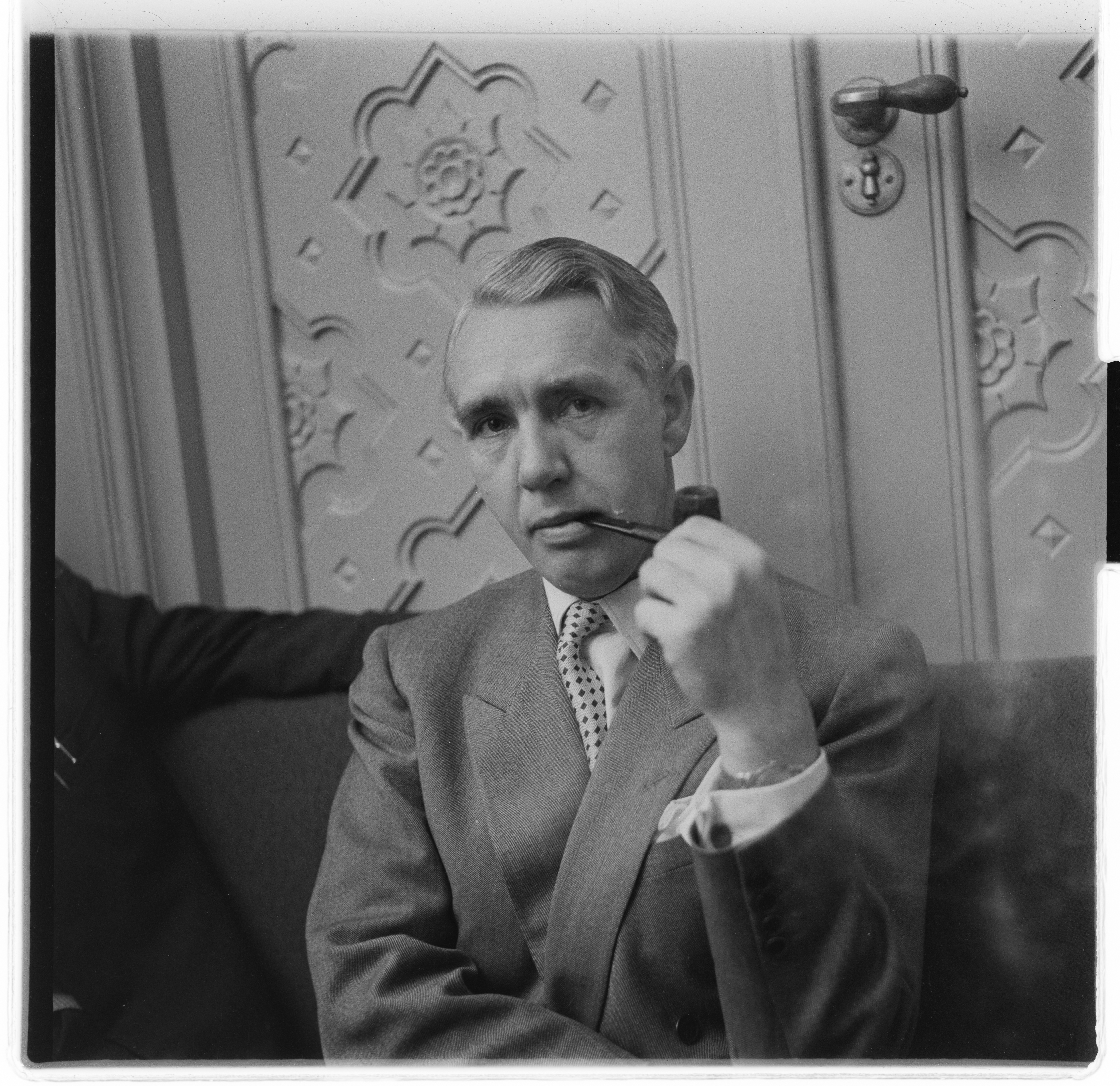
Sverre Walter Rostoft

Sverre Walter Rostoft (* 12. Dezember 1912 in Glemmen, Fylke Østfold; † 26. April 2001) war ein norwegischer Wirtschaftsmanager und Politiker der Høyre, der acht Jahre lang Mitglied des Storting sowie zwischen 1965 und 1971 Industrieminister in der Regierung von Ministerpräsident Per Borten war.

## Leben

### Wirtschaftsmanager und Kommunalpolitiker
Andersen, Sohn des Kapitäns Georg Walter Andersen und dessen Ehefrau Marta Walgjerta Hansen, schloss 1930 die Handelsschule ab und absolvierte zwischen 1935 und 1937 ein Studium der Philologie, das er jedoch nicht abschloss. Im Anschluss arbeitete er von 1937 bis 1944 als Sekretär bei der Werft Nylands mekaniske verksted in Oslo sowie danach zwischen 1944 und 1945 als Büroleiter bei der Werft KMV (Kristiansands Mekaniske Verksted).
1945 wurde er Geschäftsführender Direktor der KMV und blieb bis 1979 in dieser Funktion. Zugleich war er seit 1946 bei der ebenfalls in Kristiansand ansässigen Firma Aluminiumsbåter A/S als Disponent tätig und absolvierte ferner ein Studium der Rechtswissenschaften, das er 1947 als Candidatus juris (Cand. jur.) beendete. Daneben engagierte er sich zwischen 1949 und 1950 als Präsident des Rotary Club von Kristiansand.
Zu Beginn der 1950er Jahre begann Rostoft auch seine politische Laufbahn in der Kommunalpolitik und war zwischen 1951 und 1955 Mitglied des Gemeinderates von Oddernes. Des Weiteren gehörte er zwischen 1954 und 1970 dem Zentralvorstand der Høyre als Mitglied an und war ferner seit 1954 auch Vorstandsvorsitzender des Elektrizitätswerkes von Vest-Agder. Daneben fungierte er seit 1952 als Vorstandsvorsitzender des dänischen Unternehmens Alboats A/S in Helsingør.

### Storting-Mitglied und Präsident des Industrieverbandes
Bei der Wahl vom 12. Oktober 1953 wurde er als Kandidat der konservativen Høyre und vertrat in diesem bis zur Wahl am 6. Oktober 1957 die Interessen des Fylke Vest-Agder. Zu Beginn seiner Parlamentszugehörigkeit war er zwischen dem 11. Januar 1954 und dem 10. Januar 1958 Mitglied des Fraktionsvorstandes der Høyre sowie vom 19. Mai bis zum 31. Mai 1954 Sekretär des Odelsting, eine der damals noch bestehenden Abteilungen des Storting.
1962 wurde Rostoft, der bereits zwischen 1957 und 1960 Mitglied von dessen Hauptvorstand war, als Nachfolger von A. Monrad-Aas Präsident des Norwegischen Industrieverbandes (Norges Industrieforbund) und bekleidete diese Funktion bis zu seiner Ablösung durch Nils Fredrik Aall 1965.
Rostoft, der 1965 Ritter 1. Klasse des Sankt-Olav-Ordens wurde, wurde bei der Wahl vom 13. September 1965 abermals als Vertreter des Fylke Vest-Agder gewählt und gehörte dem Storting weitere vier Jahre bis zur Wahl am 8. September 1969 an.

### Industrieminister und Wirtschaftsmanager
Kurze Zeit später wurde er am 12. Oktober 1965 von Ministerpräsident Per Borten als Industrieminister (Industriminister) in dessen Regierung berufen und bekleidete dieses Ministeramt bis zum Ende von Bortens Amtszeit am 17. März 1971.
Nach seinem Ausscheiden aus der Regierung übernahm Rostoft, der zwischen 1971 und 1972 Gouverneur des Rotary-Distrikts von Norwegen war, zahlreiche weitere Funktionen als Wirtschaftsmanager und war unter anderem von 1971 und 1972 Vorsitzender des Aufsichtsrates der Papierfabrik Hunsfos Fabrikker in Vennesla, zwischen 1971 und 1985 Vorstandsvorsitzender der Oil Industry Services sowie von 1972 bis 1982 Vorstandsvorsitzender von Den norske Creditbank in Kristiansand.
Des Weiteren fungierte Bostoft, der 1973 Kommandeur des Dannebrogordens wurde, zwischen 1973 und 1979 als Vize-Vorsitzender des Aufsichtsrates von A/S Sagapart, des Hauptanteilseigners des Mineralölunternehmens Saga Petroleum, seit 1973 auch als Vorsitzender der Betriebsversammlung von Hunsfos Fabrikker sowie seit 1982 auch als Vorsitzender des Beiratesder Bezirkshochschule von Agder. 1987 wurde ihm das Große Verdienstkreuz des Verdienstordens der Bundesrepublik Deutschland verliehen.

## Veröffentlichung
- Samarbeidet mellom statene og næringslivet, Bergen 1963